# Pagny-sur-Meuse
Pagny-sur-Meuse – miejscowość i gmina we Francji, w regionie Grand Est, w departamencie Moza.
Według danych na rok 1990 gminę zamieszkiwało 841 osób, a gęstość zaludnienia wynosiła 45 osób/km² (wśród 2335 gmin Lotaryngii Pagny-sur-Meuse plasuje się na 417. miejscu pod względem liczby ludności, natomiast pod względem powierzchni na miejscu 210.).
W miejscowości znajdują się browary piwa Kingsbräu.